# فرودگاه منطقه‌ای چسپیک
فرودگاه منطقه‌ای چسپیک (به انگلیسی: Chesapeake Regional Airport) یک فرودگاه همگانی بهره‌برداری هوایی است که یک باند فرود آسفالت دارد و طول باند آن ۱۶۷۶ متر است. این فرودگاه در کشور ایالات متحده آمریکا قرار دارد و در ارتفاع ۶ متری از سطح دریا واقع شده‌است.